# Клебс, Эдвин
Эдвин Клебс (нем. Edwin Klebs; 6 февраля 1834, Кёнигсберг — 23 октября 1913, Берн) — немецкий бактериолог и патологоанатом.

## Биография
Родился в Кёнигсберге 6 февраля 1834 года.
С 1852 года изучал медицину в Кёнигсбергском университете, с 1855 года —  у Рудольфа Вирхова в Вюрцбургском университете. В 1858 году получил докторскую степень доктора медицины в Берлинском университете. В следующем году прошёл хабилитацию в Кёнигсбергском университете.
С 1861 года был ассистентом Рудольфа Вирхова; затем, с 1866 года был профессором последовательно в Берне, в Вюрцбурге (1872—1873), в Праге (1873—1882), в Цюрихе (1882—1892). Ушел из Цюрихского университета в 1893 году из-за разногласий с другими профессорами и вёл неудачный частный бизнес в Карлсруэ и Страсбурге.
В 1870 году во время франко-прусская войны служил военным врачом в прусской армии.
В 1895 году был приглашён в США, где возглавил бактериотерапевтический институт в Эшвилле (Северная Каролина) и, одновременно, с 1896 по 1900 год преподавал в Медицинском колледже Раша в Чикаго. В 1900 году вернулся в Германию; в 1905—1910 годах проводил частные исследования в Берлине, после чего вернулся в Швейцарию. Жил со своим старшим сыном в Лозанне. 
Умер в Берне 23 октября 1913 года.

## Научный вклад
Эдвин Клебс известен тем, что впервые выделил бактерию Corynebacterium diphtheriae — возбудителя дифтерии (1884, совместно с Ф.Лёффлером). Изобрёл заливку гистологических препаратов парафином (1869).